# Terrorism Act 2000

Le Terrorism Act en français : « Loi Terrorisme » est une loi antiterroriste britannique.

## Histoire
Le Terrorism Act 2000 en français : « Loi Terrorisme 2000 » promulguée le 20 juillet 2000 est une loi antiterroriste britannique remplaçant les Prevention of Terrorism Acts.
La section 44 est considérée illégale par la Cour européenne des droits de l'homme.
Elle établit une liste d'organisations interdites considérées comme terroristes.
Le Terrorism Act 2006 en français : « Loi Terrorisme 2006 » est une loi antiterroriste britannique ultérieure.